# Саїд Салех Джабр
Саїд Салех Джабр (араб. سيد صالح جبر; 1896—1957) — іракський політик, прем'єр-міністр країни у 1947—1948 роках.